# Tarenaya spinosa
Tarenaya spinosa är en paradisblomsterväxtart som beskrevs av Constantine Samuel Rafinesque. Tarenaya spinosa ingår i släktet Tarenaya och familjen paradisblomsterväxter. Inga underarter finns listade i Catalogue of Life.